# Xã Mott, Quận Franklin, Iowa
Xã Mott (tiếng Anh: Mott Township) là một xã thuộc quận Franklin, tiểu bang Iowa, Hoa Kỳ. Năm 2010, dân số của xã này là 498 người.